# Todea peruviana
Todea peruviana är en insektsart som beskrevs av William D. Funkhouser. Todea peruviana ingår i släktet Todea och familjen hornstritar. Inga underarter finns listade i Catalogue of Life.